# Роббі Роджерс
Роберт «Роббі» Гемптон Роджерс (англ. Robert "Robbie" Hampton Rogers III; нар. 12 травня 1987, Ранчо-Палос-Вердес, Каліфорнія, США) — американський футболіст, півзахисник, гравець збірної США. Виступає за американський клуб «Лос-Анджелес Гелаксі» в лізі MLS. У травні 2013 року став першим відкрито відомим спортсменом гомосексуальної орієнтації, що виступають у вищих північноамериканських професійних лігах.

## Клубна кар'єра
Розпочав грати у футбол на батьківщині в клубі «Оріндж Каунті Блю Стар», проте першою командою, з якою Роббі уклав професійний контракт, став голландський «Геренвен». Тим не менш, Роджерс жодного разу не вийшов на поле у складі цього клубу, зігравши лише в кількох матчах за резерв.
Наступною командою Роберта став клуб «Коламбус Крю», що шукав посилення перед сезоном 2007 року. Практично одразу ж Роббі потрапив в основний склад. За підсумками сезону 2008 року його команда здобула перемогу в Кубку MLS і в регулярному чемпіонаті. За підсумками сезону увійшов в число 11 найкращих футболістів ліги. В 2009 році разом з командою вдруге поспіль здобув перемогу в регулярному чемпіонаті. У грудні 2011 року покинув клуб на правах вільного агента. В сумі зіграв за команду в 138 матчах, забивши в них 17 голів.
11 січня 2012 року контракт з футболістом підписав англійський футбольний клуб «Лідс Юнайтед». 18 лютого, в матчі з «Донкастером» (3:2), дебютував у складі «білих». 23 серпня на правах оренди перейшов в «Стівенідж». На початку січня 2013 року, після закінчення терміну оренди в «Стівеніджі», повернувся в «Лідс». 16 січня розірвав контракт з клубом. 15 лютого 2013 року оголосив про відхід зі спорту.
У квітні 2013 року Роджерс вирішив повернутися в спорт і зв'язався з тренером «Лос-Анджелес Гелаксі» Брюсом Ареною, який запросив його приєднатися до тренувань команди. Права в лізі MLS на Роббі Роджерса належали клубу «Чикаго Файр», але Роджерс заявив, що не буде виступати в Чикаго, оскільки хоче бути ближче до своєї сім'ї в Лос-Анджелесі. 24 травня 2013 року «Лос-Анджелес Гелаксі» обміняв права на Роджерса на нападника Майка Магі, який перейшов в «Чикаго Файр». 26 травня Роджерс провів свій перший матч за «Лос-Анджелес» в грі проти «Сіетл Саундерс».

## Міжнародна кар'єра
Грав за збірну США до 20 років і за олімпійську збірну.
З 2009 року став виступати за першу збірну США. Дебютував у її складі 24 січня того ж року в матчі зі збірною Швеції. У складі національної команди виступав на Кубку КОНКАКАФ 2009 і 2011 років.

## Камінг-аут і оголошення про завершення кар'єри
15 лютого 2013 року Роббі Роджерс зробив камінг-аут, оголосивши на своєму офіційному сайті про свою гомосексуальну орієнтацію, а також про те, що завершив професійну кар'єру футболіста.

«Всі 25 років свого життя я боявся показати, хто я насправді. Я думав, що зможу приховати цю таємницю. Футбол був моєю головною метою. Але зараз настав час піти і знайти себе поза футболом. Секрети можуть завдати серйозної шкоди внутрішньому світу. Люди так люблять розмови про чесність, про те, як просто бути чесним. Але спробуйте пояснити близьким через 25 років, що ви насправді гей. Футбол ховав мою таємницю, приносив мені величезну радість».
Оригінальний текст (англ.)
«I always thought I could hide this secret. Football was my escape, my purpose, my identity. Now is my time to step away. It's time to discover myself away from football. For the past 25 years I have been afraid, afraid to show who I was really because of fear. Secrets can cause so much internal damage. People love to проповідує about honesty, how honesty is so plain and simple. Try explaining to your loved ones 25 years after you are gay. Football hid my secret, gave me more joy than I could have ever imagined...».

У квітні 2013 року Роджерс вирішив повернутися в спорт після публічного виступу перед групою ЛГБТ молоді в Портленді. Він зв'язався з тренером «Лос-Анджелес Гелаксі» Брюсом Ареною, який запросив його приєднатися до тренувань команди.

## Досягнення

### Клубні
«Коламбус Крю»
- Чемпіон MLS (1): 2008
- Переможець регулярної першості MLS (2): 2008, 2009

 «Лос-Анджелес Гелаксі»
- Чемпіон MLS (1): 2014

### Особисті
- Символічна збірна року MLS (1): 2008

### Міжнародні
- Срібний призер Золотого кубка КОНКАКАФ (2): 2009, 2011